# Добль
Добль (нем. Dobl) — Марктгемайнде в Австрии, ярмарочный посёлок, расположен в федеральной земле Штирия.
Входит в состав округа Грац.  Население составляет 1560 человек (на 31 декабря 2006 года). Занимает площадь 13,76 км².

## Политическая ситуация
Бургомистр коммуны — Антон Вебер (АНП) по результатам выборов 2005 года.
Совет представителей коммуны (нем. Gemeinderat) состоит из 15 мест.
- АНП занимает 11 мест.
- СДПА занимает 2 места.
- АПС занимает 2 места.